# R-330Zh Zhitel

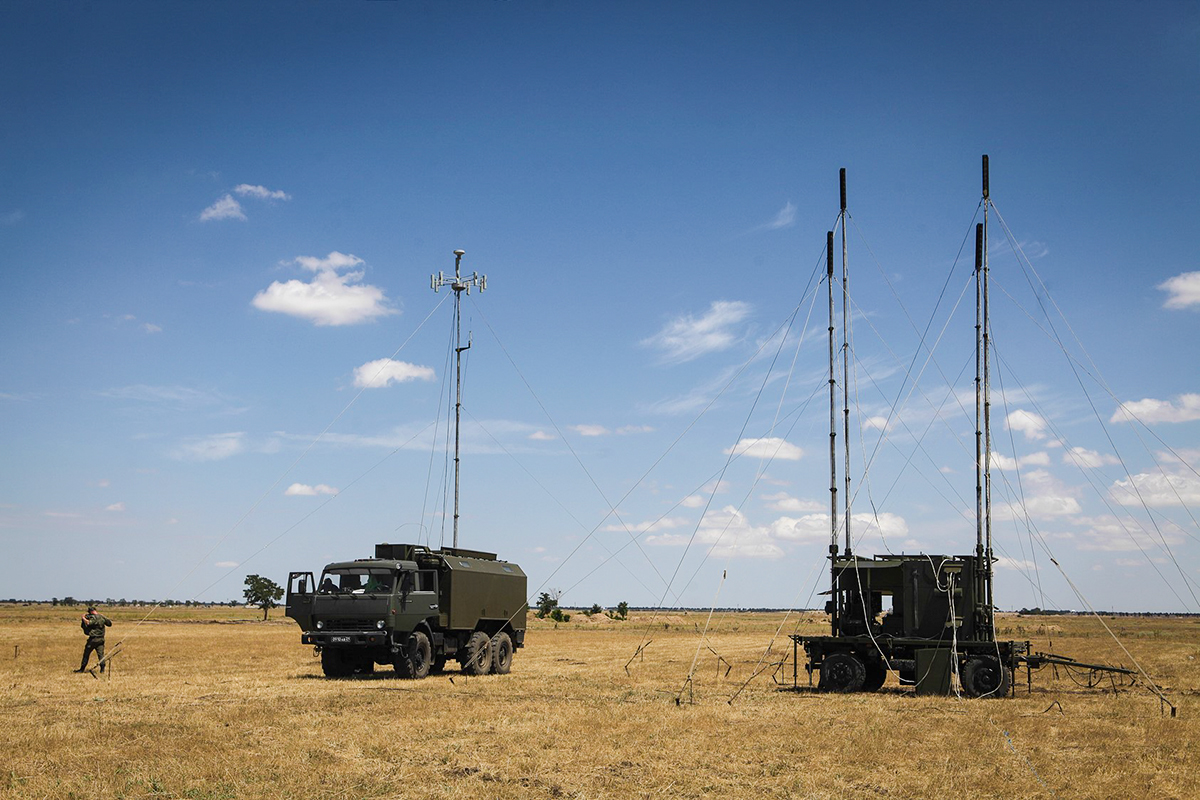
Bloqueador de señales R-330Zh Zhitel ECW, desplegado en ejercicios militares.

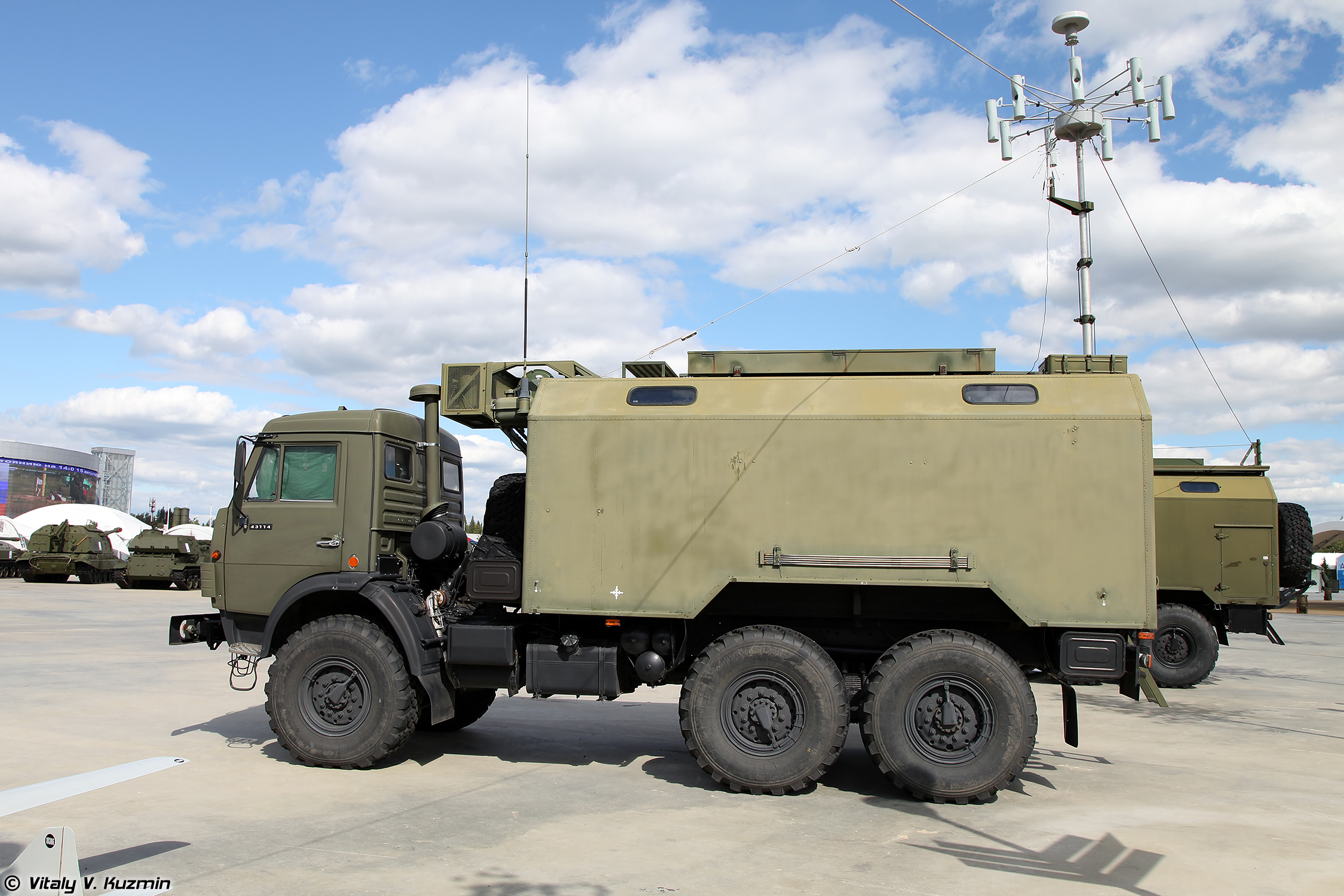
Bloqueador de señales R-330Zh Zhitel ECW, vista lateral mientras está estacionado en una exposición militar.

El Zhitel R-330Zh es una estación de comunicaciones de interferencia de guerra electrónica móvil montada en camión, fabricada por NVP Protek y desplegada por las Fuerzas Armadas de la Federación Rusa (AFRF). Se despliega preferentemente al alcance de la línea del frente, y se monta en un camión de tres ejes Ural-43203 o KamAZ-43114.

## Sistema
Un sistema Zhitel consta de dos elementos: una plataforma sobre ruedas con una estación de operador para el sistema de reconocimiento (rango de frecuencias de 0,1-2 GHz) y un remolque con emisores y antenas del sistema de interferencia activa. Según la información oficial, el objetivo del sistema es detectar, rastrear e interferir las comunicaciones por satélite Inmarsat e Iridium y los teléfonos móviles GSM-1900, así como actuar contra el sistema de navegación GPS utilizando los satélites NAVSTAR. La activación de la estación bloquea todos los sistemas de comunicaciones y navegación.
Zhitel cubre una banda de ondas de 100 MHz a dos gigahercios, lo que permite atacar tanto las comunicaciones militares como las civiles; por ejemplo, los enlaces de radiofrecuencia V/UHF UAV, además de las señales de comunicaciones por satélite GNSS. El sistema Zhitel está diseñado para proteger los puestos de mando a nivel de brigada o división contra las municiones guiadas de precisión (PGM). Según se informa, es capaz de bloquear las emisiones de los satélites Inmarsat e Iridium dentro de una región limitada.

## Historial
El sistema Zhitel se empleó supuestamente durante el asesinato en 1996 del presidente de Ichkeria, Dzhojar Dudáyev.
El sistema Zhitel se utilizó supuestamente en la guerra ruso-georgiana de 2008.
En la primavera de 2014 se avistó un sistema Zhitel en la carretera de Crimea, así como en la región de Donbás en varios momentos durante el periodo previo a la invasión en Donbás de la guerra ruso-ucraniana.
En noviembre de 2018 se informó de dificultades con las comunicaciones en la región noruega de Finnmark y se sospechó del sistema Zhitel.
En la primavera de 2019 se informó de la presencia de sistemas Zhitel en la región ucraniana de Donbás. Esto fue simultáneo a "un fuerte repunte de las pérdidas de drones" remarcado tanto por la Misión Especial de Observación de la OSCE en Ucrania como por el ejército ucraniano. Un sistema Zhitel fue avistado por la SMMU de la OSCE cerca de la ciudad de Luhansk.
El 14 de junio de 2019, se informó de que Rusia había probado nuevas técnicas con sus sistemas Zhitel, capaces de interferir con equipos de comunicaciones por satélite, sistemas de navegación y teléfonos móviles en un radio de 30 km.
El 28 de noviembre de 2020, durante la Guerra en Donbás, un sistema Zhitel fue avistado por un dron de la OSCE, a pocos kilómetros al noroeste de Kovske, Raión de Novoazovsk de Donetsk Oblast de Ucrania, al alcance de la frontera con la Federación Rusa.
En 2021, las AFRF intentaron utilizar los sistemas Zhitel para interferir las señales de los drones RQ-4.
En mayo de 2022, los ucranianos destruyeron un sistema Zhitel mediante artillería dirigida con drones.
En septiembre de 2022 se informó de que el sistema Zhitel interfería los aviones de alerta y control aerotransportados AWACS E-3 Sentry y AEW E-2 Hawkeye, que intentaban localizar aviones de ataque rusos en vuelo.
El 26 de septiembre de 2022, durante la invasión rusa de Ucrania de 2022, un sistema Zhitel fue destruido en algún lugar de la región de Járkov, con la ayuda de un avión no tripulado Bayraktar TB2.
El 26 de marzo de 2023, Ucrania informó de la destrucción de un sistema Zhitel por artillería apuntada por dron, por un M982 Excalibur PGM con la ayuda de un dron de puntería.
El 22 de mayo de 2023, Ucrania/Legión Rusa informaron de la captura de un sistema Zhitel cerca de la ciudad de Belgorod.
El 6 de junio de 2023, el Royal United Services Institute (RUSI) publicó un artículo sobre la interferencia de las municiones de ataque directo conjunto (JDAM) por parte de las fuerzas rusas. El documento señala que el R-330Zh Zhitel ruso afecta a las señales GPS de las que dependen los JDAM. Algunas señales de GPS son débiles y algunas "han viajado hasta 10.900 millas náuticas (20.200 km) desde el satélite a la Tierra". Dejándolas débiles en comparación con las que se emiten a nivel del suelo.
Esto afecta directamente a la precisión del JDAM, que es su principal argumento de venta. Cuando el objetivo es pequeño, el JDAM debe recurrir a su sistema de navegación inercial (INS). Con señales GPS, un JDAM, según datos de fuentes públicas, puede acertar a "5 m (16 pies) de un objetivo o menos". Con el INS, la precisión se reduce a "menos de 30 m del objetivo".
Las fuerzas ucranianas han sido capaces de localizar estos inhibidores y atacarlos con ataques "cinéticos" como la artillería. Algunas unidades EW rusas han sido blanco de ataques y han perdido equipos. Esto también afecta a la precisión de los ataques con HIMARS, lo que ha obligado a EE. UU. a modificar el software de los GMLRS disparados por HIMARS.